# Macmillan Peak
Macmillan Peak är en bergstopp i Kenya.   Den ligger i länet Meru, i den centrala delen av landet, 140 km norr om huvudstaden Nairobi. Toppen på Macmillan Peak är 4 425 meter över havet.
Terrängen runt Macmillan Peak är kuperad åt nordväst, men åt sydost är den bergig.  Trakten runt Macmillan Peak är nära nog obefolkad, med mindre än två invånare per kvadratkilometer. Det finns inga samhällen i närheten. Trakten runt Macmillan Peak består i huvudsak av gräsmarker.